# Ферми № 3 племзаводу «Паризька Комуна»
Ферми № 3 племзаводу «Паризька Комуна» (рос. фермы № 3 племзавода «Парижская Коммуна») — селище у Старополтавському районі Волгоградської області Російської Федерації.
Населення становить 54 особи. Входить до складу муніципального утворення Торгунське сільське поселення.

## Історія
Селище розташоване у межах українського історичного та культурного регіону Жовтий Клин.
Згідно із законом від 17 січня 2005 року № 991-ОД органом місцевого самоврядування є Торгунське сільське поселення.

## Населення
| 2010 |
| ---- |
| 54   |